# Перченков Євсій Вульфович
Євсій Вульфович Перченков (рос. Перченков Евсей Вульфович, *1929) - радянський архітектор, спеціаліст в області відпочинку та туризму. Брат художника Г. В. Перченкова.

## Біографія
Євсій Вульфович Перченков народився в Москві, в єврейській сім'ї. Закінчиа МАРХІ в 1953 році. Член-кореспондент Міжнародної Академії архітектури (1992). Заслужений архітектор РСФРС (1989).

## Головні роботи
- Высокогірна лижна база, Домбай, Кавказ (1972)
- Будівля амбасади СРСР, Лусака, Замбія (1973)
- Будинок відпочинку «Понизівка», Крим (1980)
- Санаторий «Зорі України» (1986), Симеїз, Крим (знищено російськими окупантами 2022)
- Санаторій Міністерства цивільної авіації (1992), Симеїз, Крим

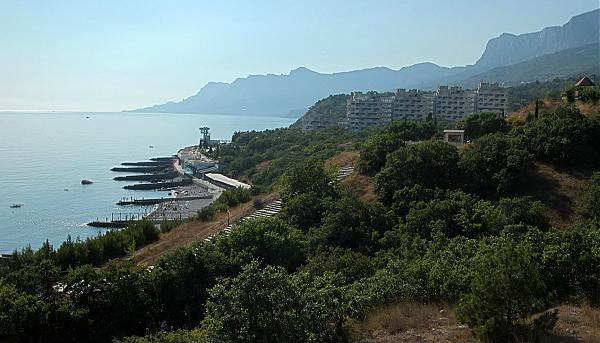

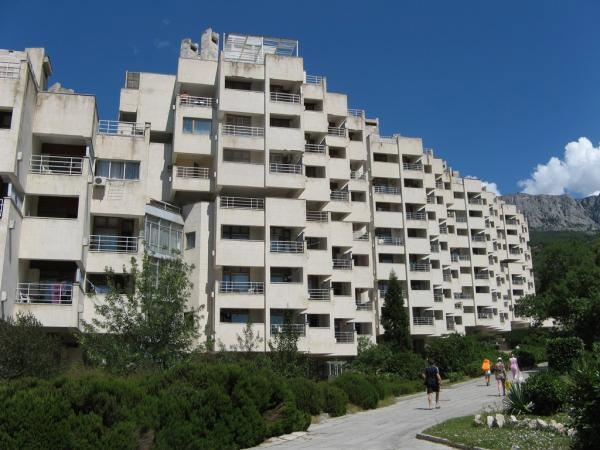
Санаторій «Зорі України»